# Муцу (судно)
Муцу (яп. むつ) — японское судно, одно из всего четырёх когда-либо построенных торговых судов с ядерной энергетической установкой. Ввод в эксплуатацию планировался в 1972 году, но серьёзные проблемы с радиационной защитой реактора привели к задержке из соображений безопасности. После длительных ремонтов было предпринято несколько коротких выходов в море. Судно имело множество технических проблем и официально так и не было принято в эксплуатацию. Японские рыбаки устраивали масштабные демонстрации протеста против «Муцу». В 1990 году было официально заявлено, что испытания ядерной силовой установки прошли успешно. С 1990 по 1992 год было проведено несколько опытных плаваний. Несмотря на наличие положительных результатов, целесообразность проекта была под вопросом, поэтому в 1995 году реактор был удалён и началась ядерная дезактивация. «Муцу» было списано, так ни разу и не приняв коммерческого груза. Впоследствии, после демонтажа реактора и дезактивации корпуса, сухогруз был перестроен в океанографическое исследовательское судно «Мирай» («Будущее»).

## Характеристики
- Спущен на воду: 12  июня 1964 года
- Поставлен с верфи: 1970
- Начало эксплуатации: 1990
- Длина: 130 м.
- Ширина: 19 м.
- Осадка: 7 м.
- Водоизмещение: 8242 т.
- Скорость: 16,5 узла (31 км/ч).
- Движитель: паровая турбина 10 000 л. с. (7,5 МВт).